# Jorgos Panetsos
Jorgos Panetsos (griechisch Γιώργος Πανέτσος Giorgos Panetsos; * in Athen) ist ein griechischer Konzertgitarrist, geboren am 12. Mai 1961 in Athen. 

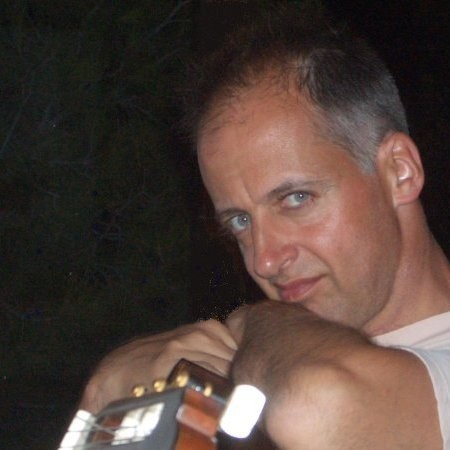

## Leben
Panetsos studierte klassische Gitarre am Nationalen Konservatorium Athen. An der Hochschule für Musik und darstellende Kunst in Wien setzte er sein Studium bei Luise Walker fort und erhielt dort das Konzertdiplom. Anschließend nahm er an Meisterkursen bei David Russel und Oscar Ghiglia in Siena (Diploma die merito) teil. 
Er trat als Solist mit dem Wiener Kammerorchester, dem Orchester Municipal von Caracas, dem Philharmonischen Orchester Kielce (Polen), der „Zilina Slovak Sinfonietta“, dem 1. Frauen-Kammerorchester von Österreich auf. Seine Konzerttätigkeit erstreckte sich u. a. in die USA, China, Venezuela, Spanien, Frankreich, Deutschland, Italien, Indien, Thailand. Er spielte im Wiener Musikverein, Wiener Konzerthaus, Auditorio Conte Duke in Madrid, Brucknerhaus in Linz und gab in den Festivals und Konzertreihen Jeunesse Musicale, Festival El Hatillo – Caracas, Bonner Meisterkonzerte, Beijing International Guitarfestival, Liechtensteiner Gitarrentage, Internationales Gitarren Symposium Iserlohn, Schweinfurter Seminare, Börsteler Gitarrenseminar, Solorecitals, Meisterkurse und Vorträge. Er trat im österreichischen, französischen, polnischen, venezolanischen und zypriotischen Rundfunk und Fernsehen auf, 2009 wurde sein Konzert in San Sebastian im Internet live übertragen. 
Jorgos Panetsos unterrichtet an dem Konservatorium Wien Privatuniversität, am Konservatorium für Musik und Dramatische Kunst in Wien und war Juror bei  Internationalen Wettbewerben. Am Institut für Musikpsychologie der Universität Wien unterrichtete er fünf Jahre Musikpsychologische Aspekte des Instrumentalspiels, er gab Meisterkurse als Gastdozent an der Universität für Musik und darstellende Kunst Graz, an der Musikuniversität Madison (USA), an den Musikhochschulen Bratislava und Rostock, am Central Conservatory in Beijing (China) sowie an  Internationalen Festivals. 
Jorgos Panetsos ist künstlerischer Leiter beim Forum Gitarre Wien Festival.